# Pristobunus barnardi
Pristobunus barnardi är en spindeldjursart som beskrevs av Forster 1954. Pristobunus barnardi ingår i släktet Pristobunus och familjen Triaenonychidae. Inga underarter finns listade i Catalogue of Life.